# Округ Френклин (Канзас)
Округ Френклин (енгл. Franklin County) је округ у америчкој савезној држави Канзас. По попису из 2010. године број становника је 25.992. Седиште округа је град Отава.

## Демографија
Према попису становништва из 2010. у округу је живело 25.992 становника, што је 1.208 (4,9%) становника више него 2000. године.
| Група             | 2000.          | 2010.          |
| Белци             | 23.193 (93,6%) | 23.880 (91,9%) |
| Афроамериканци    | 299 (1,2%)     | 329 (1,3%)     |
| Азијати           | 77 (0,3%)      | 100 (0,4%)     |
| Хиспаноамериканци | 650 (2,6%)     | 937 (3,6%)     |
| Укупно            | 24.784         | 25.992         |